# 黄建新
黄建新（1954年6月14日—），笔名黄欣，陕西西安人，中國电影导演、编剧、监制，厦门大学电影学院院长。

## 生平
1954年，黄建新出生于陕西西安，16岁时参军入伍，在甘肃武威空军机场做地勤；1977年，作为最后一届工农兵学员，进入西北大学中文系新闻进修班学习，毕业后，被分配到西安电影制片厂工作；曾历任编辑、场记、助理导演、副导演。1984年，在北京电影学院导演进修班进修一年后，回到西影厂任导演。1985年，首次独立执导剧情片《黑炮事件》，自此在影坛声名鹊起，代表作有1980年代极具表现主义的“先锋三部曲”《黑炮事件》、《错位》、《轮回》，1990年代以现实主义风格见长的“城市百态三部曲”《站直啰！别趴下》、《背靠背，脸对脸》、《红灯停，绿灯行》、2000年代的“心理三部曲”《说出你的秘密》《谁说我不在乎》《求求你，表扬我》。之后转型为电影监制，陆续监制了《大腕》、《和你在一起》、《周渔的火车》、《墨攻》、《投名状》、《新宿事件》、《智取威虎山》、《十月围城》等电影。2009年后，与韩三平联合执导《建国大业》《建党伟业》。
2013年12月，担任厦门大学电影学院院长。

## 作品

### 导演
- 1985年，《黑炮事件》
- 1986年，《错位》
- 1988年，《轮回》
- 1992年，《站直啰！别趴下》
- 1993年，《五魁》
- 1994年，《背靠背，脸对脸》
- 1995年，《红灯停，绿灯行》
- 1996年，《埋伏》
- 1997年，《睡不着》
- 1999年，《说出你的秘密》
- 2002年，《谁说我不在乎》
- 2005年，《求求你，表扬我》
- 2009年，《建国大业》
- 2011年，《建党伟业》
- 2019年，《决胜时刻》

## 綜藝節目
- 2014年《来吧灰姑娘》 评委